# Джеральд Асамоа
Джеральд Асамоа (нім. Gerald Asamoah, нар. 3 жовтня 1978, Мампонг) — німецький футболіст ганського походження.

## Клубна кар'єра
У дорослому футболі дебютував 1996 року виступами за команду клубу «Ганновер 96», в якій провів три сезони, взявши участь у 22 матчах чемпіонату.
Своєю грою за цю команду привернув увагу представників тренерського штабу клубу «Шальке 04», до складу якого приєднався 1999 року. Відіграв за клуб з Гельзенкірхена наступні одинадцять сезонів своєї ігрової кар'єри. Більшість часу, проведеного у складі «Шальке», був основним гравцем атакувальної ланки команди.
Протягом 2010—2011 років захищав кольори команди клубу «Санкт-Паулі».
До складу клубу «Гройтер» приєднався 2011 року. Наразі встиг відіграти за команду з Фюрта 10 матчів в національному чемпіонаті.

## Виступи за збірну
2001 року дебютував в офіційних матчах у складі національної збірної Німеччини. Протягом наступних шести років провів у формі головної команди країни 43 матчі, забивши 6 голів.
У складі збірної був учасником чемпіонату світу 2002 року в Японії і Південній Кореї, де разом з командою здобув «срібло», а також домашнього для німців чемпіонату світу 2006 року, на якому команда здобула бронзові нагороди.

## Статистика виступів

### Статистика клубних виступів
| Сезон                 | Команда               | Чемпіонат             | Чемпіонат | Чемпіонат | Національний кубок | Національний кубок | Національний кубок | Континентальні кубки | Континентальні кубки | Континентальні кубки | Усього | Усього |
| Сезон                 | Команда               | Ліга                  | Ігор      | Голів     | Ліга               | Ігор               | Голів              | Ліга                 | Ігор                 | Голів                | Ігор   | Голів  |
| --------------------- | --------------------- | --------------------- | --------- | --------- | ------------------ | ------------------ | ------------------ | -------------------- | -------------------- | -------------------- | ------ | ------ |
| 1998-99               | «Ганновер 96»         | 2.БЛ                  | 21        | 4         | КН+КНЛ             | 1+0                | 0                  | —                    | 0                    | 0                    | 22     | 4      |
| 1999-00               | «Шальке 04»           | БЛ                    | 33        | 4         | КН+КНЛ             | 0                  | 0                  | —                    | 0                    | 0                    | 33     | 4      |
| 2000-01               | «Шальке 04»           | БЛ                    | 29        | 4         | КН+КНЛ             | 3+0                | 1+0                | —                    | 0                    | 0                    | 32     | 5      |
| 2001-02               | «Шальке 04»           | БЛ                    | 32        | 6         | КН+КНЛ             | 6+2                | 0                  | ЛЧ                   | 5                    | 1                    | 43     | 7      |
| 2002-03               | «Шальке 04»           | БЛ                    | 27        | 3         | КН+КНЛ             | 3+2                | 1+0                | КУЄФА                | 6                    | 0                    | 38     | 4      |
| 2003-04               | «Шальке 04»           | БЛ                    | 24        | 4         | КН+КНЛ             | 0                  | 0                  | КІ+КУЄФА             | 6+4                  | 1+0                  | 34     | 5      |
| 2004-05               | «Шальке 04»           | БЛ                    | 31        | 8         | КН+КНЛ             | 5+0                | 1+0                | КІ+КУЄФА             | 6+7                  | 2+1                  | 49     | 12     |
| 2005-06               | «Шальке 04»           | БЛ                    | 24        | 3         | КН+КНЛ             | 1+2                | 0+0                | ЛЧ+КУЄФА             | 2+8                  | 0+1                  | 37     | 4      |
| 2006-07               | «Шальке 04»           | БЛ                    | 13        | 2         | КН+КНЛ             | 1+0                | 2+0                | КУЄФА                | 2                    | 0                    | 16     | 4      |
| 2007-08               | «Шальке 04»           | БЛ                    | 31        | 7         | КН+КНЛ             | 3+3                | 3+0                | ЛЧ                   | 10                   | 1                    | 47     | 11     |
| 2008-09               | «Шальке 04»           | БЛ                    | 15        | 2         | КН                 | 1+0                | 0                  | ЛЧ+КУЄФА             | 2+5                  | 0+1                  | 23     | 3      |
| Усього за «Шальке 04» | Усього за «Шальке 04» | Усього за «Шальке 04» | 259       | 43        |                    | 23+9               | 8+0                |                      | 63                   | 8                    | 354    | 59     |
| Усього за кар'єру     | Усього за кар'єру     | Усього за кар'єру     | 280       | 47        |                    | 24+9               | 8+0                |                      | 63                   | 8                    | 376    | 63     |

## Досягнення
- Володар кубка Німеччини (1):

«Шальке 04»: 2001, 2002
- Володар Кубка Інтертото (1):

«Шальке 04»: 2003, 2004
- Володар Кубка німецької ліги (1):

«Шальке 04»: 2005
- Віце-чемпіон світу: 2002
- Бронзовий призер чемпіонату світу: 2006